# Mark Renshaw

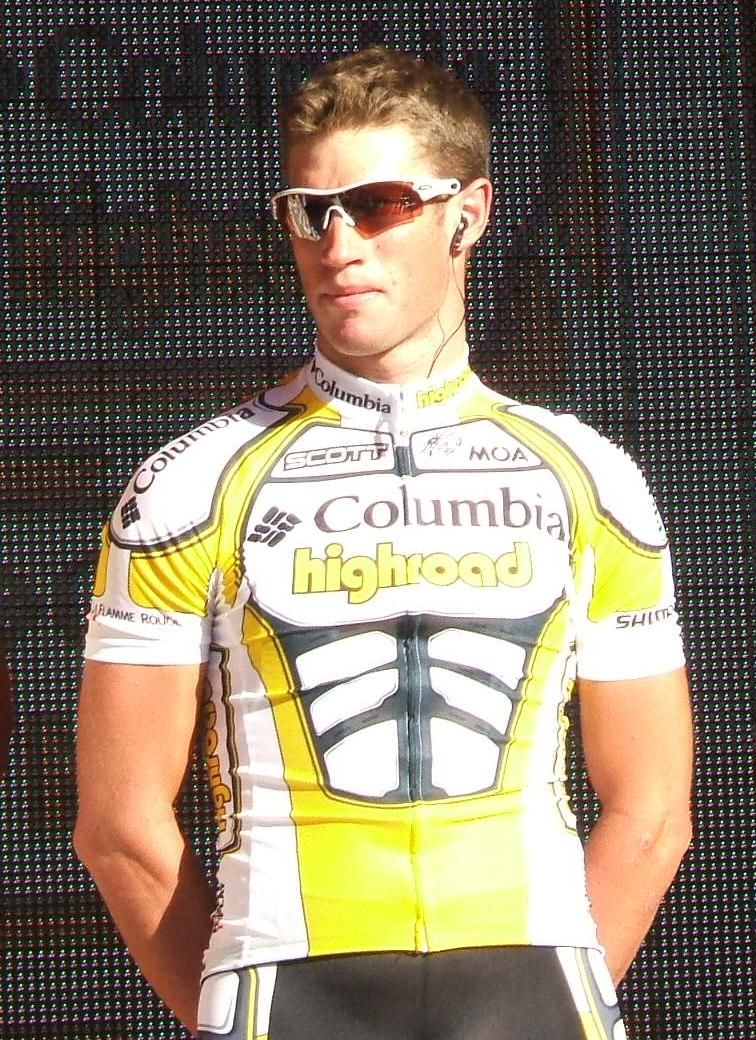
Renshaw al Tour Down Under 2009

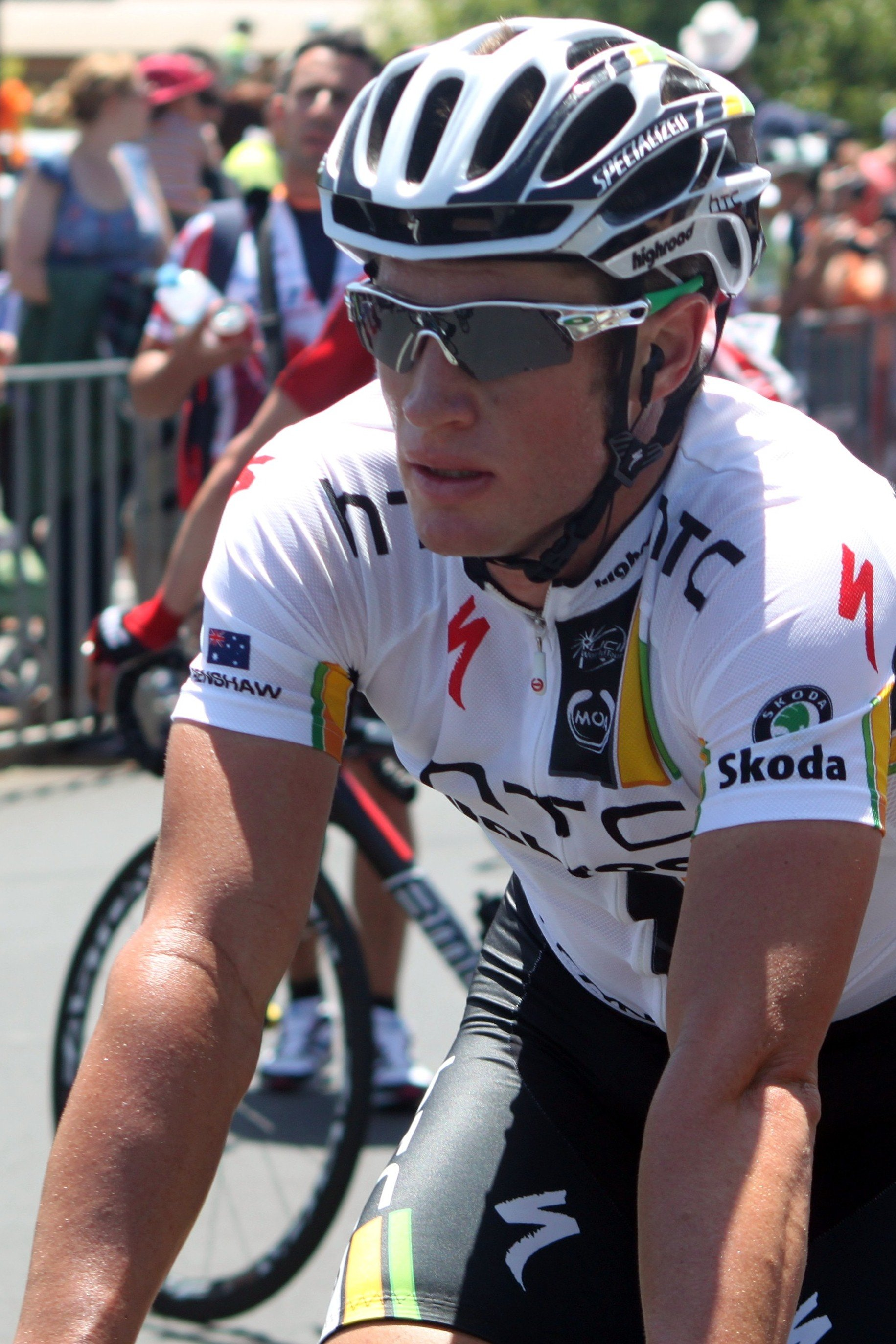
Renshaw al Tour Down Under 2011

Mark Damien Renshaw (Bathurst, 22 ottobre 1982) è un ex ciclista su strada e pistard australiano con caratteristiche di velocista, professionista dal 2004 al 2019.

## Carriera

### Primi anni
Come diversi ciclisti australiani, Mark Renshaw iniziò con il ciclismo su pista, in cui fu anche tre volte Campione del mondo su pista juniores (under-19): due volte nella velocità a squadre e una volta nel chilometro a cronometro. Qualche anno più tardi, nel 2002, partecipò ai XVII Giochi del Commonwealth a Manchester, dove vinse la medaglia d'oro nell'inseguimento a squadre e l'argento nella corsa a punti. Lo stesso anno vinse una prova della Coppa del mondo di ciclismo su pista della corsa a punti, ripetendosi l'anno successivo, e nel 2004 nello scratch.

### 2004-2008: fdjeux.com e Crédit Agricole
Nel 2004 debuttò anche tra i professionisti nel ciclismo su strada con la francese fdjeux.com. Dopo un periodo di adattamento, Renshaw ottenne il primo piazzamento nel 2005 terminando secondo nel Grand Prix de Denain dietro Jimmy Casper in volata.
Alla fine del 2005 lasciò quindi la Française des Jeux per passare alla Crédit Agricole: con la nuova formazione ricopri spesso il ruolo di ultimo uomo per le volate del compagno Thor Hushovd e, in qualche occasione, ebbe l'opportunità di giocarsi le sue carte. Ottenne la prima vittoria da professionista nel 2006 alla Tro-Bro Léon. Dopo aver partecipato al suo primo Grande Giro, la Vuelta a España, corse un buon Circuit Franco-Belge, terminando secondo nelle due tappe chiusesi allo sprint, battuto in entrambe le occasioni da Heinrich Haussler.
Nel 2007 vinse la Down Under Classic e fu secondo in una frazione del Tour Down Under; come negli anni precedenti, si mise in evidenza soprattutto a partire dal mese di aprile. In maggio concluse ancora secondo al Grand Prix de Denain, dietro Sébastien Chavanel, poi al Tour de Vendée, battuto da Mikel Gaztañaga. Due settimane più tardi vinse la seconda tappa del Tour de Picardie, la sua seconda vittoria da professionista. Dopo aver partecipato alla sua seconda Vuelta a España, disputò ancora un buon Circuit Franco-Belge, che concluse al sesto posto.
Il 2008 fu l'anno della rivelazione. Vinse la prima tappa del Tour Down Under e portò per un giorno la maglia di leader. Settimo nella seconda tappa, cedette la maglia al connazionale Graeme Brown, ma la recuperò il giorno successivo grazie al secondo posto nella terza tappa. Giunto nuovamente secondo nella quarta, conservò ancora la maglia ocra ma l'indomani uscì definitivamente dalla lotta per la vittoria finale nella quinta tappa di Willunga. La stagione in Europa fu meno importante, fino al 7 settembre quando ottenne il secondo gradino del podio nella Vattenfall Cyclassics, battuto solo dal connazionale Robbie McEwen. Questo piazzamento e la vittoria di una tappa nel Circuit Franco-Belge gli aprirono le porte del Team Columbia.

### 2009-2011: Team HTC
Nel 2009 viene quindi inserito nella rosa del Team Columbia-HTC, già ricca di velocisti (Mark Cavendish e André Greipel su tutti): Renshaw diventa gregario del mannese Cavendish. Al Giro d'Italia contribuisce alle cinque vittorie della Columbia, quattro del suo diretto capitano e una cronometro a squadre; al Tour de France, come ultimo uomo del treno di Cavendish, guida invece la volata in cinque delle sei vittorie di quest'ultimo, concludendo peraltro secondo sul traguardo degli Champs-Élysées.
Salta i primi mesi della stagione 2010, colpito dal virus di Epstein-Barr, tornando a gareggiare solo ad inizio aprile alla Hel van het Mergelland. In luglio è di nuovo al via del Tour de France. All'arrivo dell'undicesima tappa, però, la giuria decide di espellerlo dalla corsa nonché di multarlo di 150 € a causa del comportamento scorretto tenuto negli ultimi trecento metri della gara: Renshaw, all'atto di "tirare la volata" al compagno di squadra Mark Cavendish, si fa infatti strada dando tre testate a Julian Dean e successivamente tagliando la strada a Tyler Farrar, impedendogli di fatto di partecipare allo sprint. Tornato alle corse, al Giro di Danimarca si aggiudica la quarta tappa regolando allo sprint il compagno di squadra Matthew Goss sul traguardo di Odense.
Sempre tra le file del team HTC-Highroad apre la stagione 2011 vincendo, in febbraio, la quarta tappa e la classifica generale del Tour of Qatar. Dopo alcuni piazzamenti alla Tirreno-Adriatico partecipa prima al Giro d'Italia e poi al Tour de France, contribuendo ai sette successi parziali di Mark Cavendish (due in Italia e cinque in Francia). In settembre non viene incluso nella lista dei nove convocati australiani per i campionati del mondo su strada di Copenaghen; nonostante ciò pochi giorni dopo ottiene il terzo successo stagionale nella quinta frazione del Tour of Britain, superando Mark Cavendish.

### 2012-2015: Rabobank e Omega Pharma
Complice il già annunciato scioglimento del team HTC-Highroad al termine della stagione 2011, già in agosto Renshaw firma un contratto di due anni, valido a partire dal 2012, con la formazione olandese Rabobank; si conclude così il sodalizio professionale tra Renshaw e Cavendish, che approda invece al Team Sky.
Nel 2014, dopo due stagioni alla Rabobank, firma un contratto biennale con la Omega Pharma-Quickstep.

### 2016-2019: Dimension Data
Nella stagione 2016 segue il suo capitano Mark Cavendish al Team Dimension Data.

## Palmarès

### Strada
- 2006 (Crédit Agricole, una vittoria)

Tro-Bro Léon
- 2007 (Crédit Agricole, una vittoria)

2ª tappa Tour de Picardie (Airaines > Ribécourt-Dreslincourt)
- 2008 (Crédit Agricole, due vittorie)

1ª tappa Tour Down Under (Mawson Lakes > Angaston)
2ª tappa Circuit Franco-Belge (Bray-Dunes > Poperinge)
- 2010 (Team HTC, una vittoria)

4ª tappa Giro di Danimarca (Nyborg > Odense)
- 2011 (HTC-Highroad, tre vittorie)

4ª tappa Tour of Qatar (Al Kharaitiyat)
Classifica generale Tour of Qatar
5ª tappa Tour of Britain (Exeter > Exmouth)
- 2012 (Rabobank, una vittoria)

4ª tappa Presidential Cycling Tour of Turkey
- 2013 (Blanco, due vittorie)

Clásica de Almería
1ª tappa Eneco Tour (Koksijde > Ardooie)

#### Altri successi
- 2006 (Crédit Agricole)

2ª tappa Tour Méditerranéen (cronosquadre)
5ª tappa Jayco Bay Cycling Classic (Criterium)
- 2007 (Crédit Agricole)

2ª tappa Jayco Bay Cycling Classic (Criterium)
Classifica generale Jayco Bay Cycling Classic (Criterium)
Down Under Classic (Criterium)
- 2008 (Crédit Agricole)

3ª tappa Jayco Bay Cycling Classic (Criterium)
Classifica generale Jayco Bay Cycling Classic (Criterium)
- 2009 (Team Columbia-HTC)

1ª tappa Giro d'Italia (cronosquadre)
- 2011 (HTC-Highroad)

1ª tappa Giro d'Italia (cronosquadre)

### Pista
- 1999

Campionati del mondo juniores, Velocità a squadre (con Jobie Dajka e Ben Kersten)
- 2000

Campionati del mondo juniores, Velocità a squadre (con Ryan Bayley e Jason Niblett)
Campionati del mondo juniores, Chilometro a cronometro
- 2001

Classifica finale Coppa del mondo, Chilometro
- 2002

2ª tappa Coppa del mondo, Corsa a punti (Sydney)
Giochi del Commonwealth, Inseguimento a squadre (con Graeme Brown, Peter Dawson e Luke Roberts)
- 2003

3ª tappa Coppa del mondo, Corsa a punti (Città del Capo)
- 2004

1ª tappa Coppa del mondo, Scratch (Manchester)

## Piazzamenti

### Grandi Giri
- Giro d'Italia

2005: 144º
2009: non partito (14ª tappa)
2011: non partito (13ª tappa)
2012: non partito (14ª tappa)
2019: ritirato (13ª tappa)
- Tour de France

2008: ritirato (15ª tappa)
2009: 149º
2010: squalificato (11ª tappa)
2011: 163º
2012: ritirato (11ª tappa)
2014: 142º
2015: ritirato (18ª tappa)
2016: ritirato (9ª tappa)
2017: fuori tempo massimo (9ª tappa)
2018: fuori tempo massimo (11ª tappa)
- Vuelta a España

2006: ritirato (16ª tappa)
2008: 144º

### Classiche monumento
- Milano-Sanremo

2004: 166º
2005: 121º
2006: 113º
2009: 96º
2011: 113º
2012: 21º
2013: 54º
2014: ritirato
2015: 120º
2016: 139º
2017: 150º
2018: ritirato
- Giro delle Fiandre

2006: 65º
2008: ritirato
2009: ritirato
2016: ritirato
- Parigi-Roubaix

2006: ritirato
2008: ritirato

### Competizioni mondiali
- Campionati del mondo su strada

Zolder 2002 - In linea Under 23: 61º
Hamilton 2003 - In linea Under 23: riserva
Doha 2016 - In linea Elite: ritirato
- Campionati del mondo su pista

Atene 1999 - Velocità a squadre Juniores: 1º
Fiorenzuola 2000 - Velocità a squadre Juniores: 1º
Fiorenzuola 2000 - Chilometro da fermo Juniores: 1º
Stoccarda 2003 - Scratch: 8º
Stoccarda 2003 - Americana: 8º
Melbourne 2004 - Americana: 4º
- Giochi olimpici

Atene 2004 - Corsa a punti: 6º